# Plastimación
El término plastimación (claymation, en inglés) hace referencia a una técnica de animación audiovisual de parada de imagen en la que se emplea plastilina, arcilla o algún otro material completamente maleable. Es una subcategoría de la técnica de animación fotograma a fotograma (stop motion).

## Historia
En 1927 el animador de origen chino-americano Joseph Sun realizó una serie de animaciones con plastilina para la serie dirigida por Ralph Wolfe "Mud Stuff", convirtiéndose en uno de los pioneros de esta técnica.
La utilización del claymation para realizar los efectos especiales en películas comenzó a difundirse a partir de los años 50. Un claro ejemplo de ello es la obra del famoso especialista Ray Harryhausen con películas como "Jason y los argonautas", "Furia de titanes" y "El séptimo viaje de Sinbad". 
En los años 70 el animador estadounidense Will Vinton trabajó junto con Bob Gardiner en la creación de cortometrajes de animación hechos con claymotion, entre los cuales se encontraba "Closed Mondays", que recibió el Óscar a la mejor animación en 1975. Dado el éxito de este cortometraje Vinton decidió continuar con esta técnica y formar su propio estudio de animación: Vinton Studio. Fue gracias a este proyecto, especializado en la plastimación, que consiguió popularizarse más el término Claymotion a partir de la producción de varias películas, series de TV y anuncios publicitarios que le dieron un gran reconocimiento.
En el año 2005 esta compañía paso a manos de Phil Night debido a una crisis financiera y legal, pasándose a llamar "Laika Studio".
Actualmente, pese a los avances de la tecnología en la animación digital, muchos cineastas optan por la técnica de plastimación pues brinda una calidez y textura que sería imposible de obtener a través de otras técnicas.

## Técnica

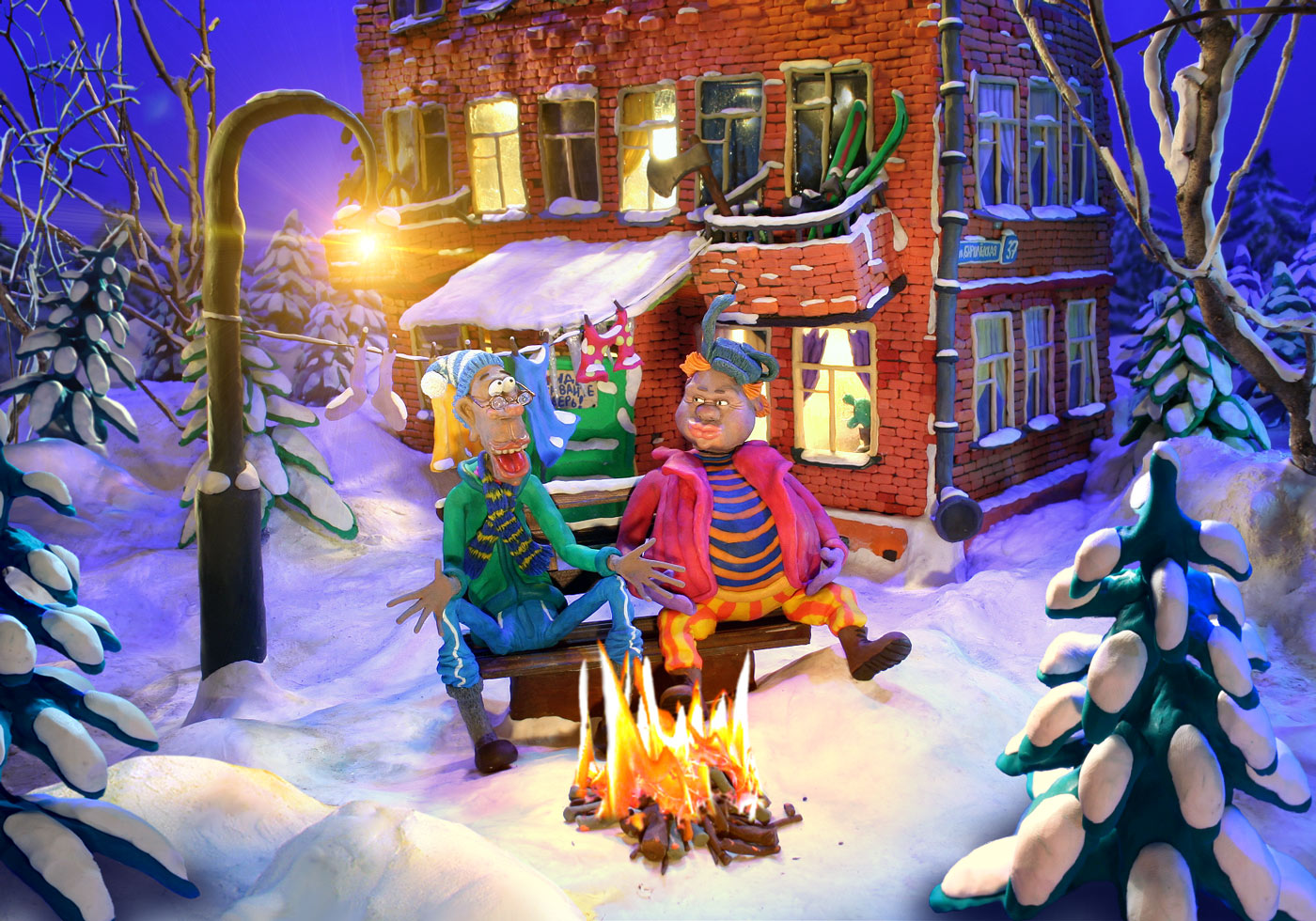
Animación con plastilina.

Cada objeto o personaje está esculpido en arcilla u otro material similar flexible como plastilina, generalmente alrededor de un esqueleto de alambre llamado "armadura", y luego acomodados en el set, en el que se hace capturas fotográficas a medida que se va cambiando ligeramente la forma de los objetos maleables. 
Se presta especial atención a la construcción del decorado. Su iluminación tiene que ser consistente, así como la ubicación de los objetos, y es preferible que se encuentre en un cuarto apacible. También se atiende al deterioro del material de los objetos, que al ser manipulado se va ensuciando, y puede requerir restaurarse de tanto en tanto.
Se necesita un entorno de disparo fotográfico constante para mantener la ilusión de continuidad: los objetos deben ser colocados y movidos constantemente, mientras el trabajo debe continuar en un ambiente tranquilo.

## Producción
La producción de stop motion empleando arcilla es extremadamente laboriosa. Una película habitualmente se proyecta a 24 fotogramas por segundo (fps); 25 fps desde 2016. En general se anima en «dobles», exponiendo cada fotograma dos veces, con lo que se hacen 12 deformaciones al material para producir un segundo. 
Por lo tanto, lo que se toma para hacer un tiempo de 30 minutos requeriría hacer aproximadamente 21.600 paradas para cambiar las cifras de los cuadros; la larga duración (90 minutos) de una película daría un total 64.800 fotogramas y posiblemente muchos más si algunas partes fueron tomadas con "singles" (un marco expuesto por cada disparo).
Producciones de largometraje han pasado generalmente de arcilla para caucho de silicona y componentes de fundición de resina: Will Vinton ha bautizado a un proceso basado en espuma de goma como foamation. Sin embargo, la arcilla sigue siendo un material de animación viable cuando se desea una estética particular.

## Tipos
La animación de la arcilla puede tomar varios estilos y formas, algunas son:
- Animación de arcilla "Freeform" es un término informal en referencia al proceso en el que la forma de la arcilla cambia radicalmente como la animación avanza, como en las obras de Eliot Noyes Jr. e Ivan Stang.
- La arcilla también puede tomar la forma de animación de arcilla de "carácter", donde la arcilla mantiene un carácter reconocible a lo largo de un tiro, como en las películas de Art Clokey y Will Vinton.
- Una variación de la animación de arcilla es la "animación de estratos de corte", es más comúnmente una forma de animación de arcilla en el que un "pan" de largo similar al pan de arcilla, lleno internamente apretado y cargado con diferentes imágenes, se corta en láminas finas, con la cámara de animación teniendo un marco de final del pan para cada corte, finalmente revelando el movimiento de las imágenes internas dentro.Cera puede ser usado en lugar de arcilla para el pan, pero esto puede ser más difícil de usar porque es menos maleable.
- Otra técnica de animación de arcilla es uno que difumina la distinción entre el movimiento de parada y animación plana tradicional, se llama "pintura de arcilla" (también una variación de la directa de la animación manipulación proceso), en el que la arcilla se coloca sobre una superficie plana y se movía como pinturas de aceite húmedos (como sobre lienzo de un artista tradicional) para producir cualquier estilo de las imágenes, pero con una arcilla en vistazo a ellos.
- Un variación de animación con plastilina puede ser la informalmente llamado "fusión de arcilla".[2] Cualquier tipo de fuente de calor puede ser aplicado sobre o cerca (o por debajo) de la arcilla para hacer que se derrita mientras que una cámara de animación en un lapso de tiempo configurando pasa lentamente o rápidamente el proceso. Por ejemplo, una técnica similar se utilizó en la escena clímax de Los cazadores del arca perdida donde se "funden" los rostros de los antagonistas.[3]
- El término "hot set" se utiliza entre los animadores durante la producción. Se refiere a un conjunto donde un animador está filmando. Los personajes de arcilla se encuentran en una posición perfecta en el que puedan continuar disparando donde lo habían dejado. Si un animador llama su conjunto un "conjunto de calor," entonces a nadie se le permite tocar el conjunto, o de lo contrario la sesión se arruinaría. Ciertas escenas deben ser tomadas con bastante rapidez. Si una escena se deja sin terminar y el clima es tal vez húmedo, entonces el conjunto y los personajes tienen una diferencia obvia. Los muñecos de arcilla pueden deformarse por la humedad o la presión del aire podrían haber causado el conjunto se desplace ligeramente. Estas pequeñas diferencias pueden crear un defecto obvio para la escena. Para evitar estos desastres, las escenas tienen normalmente rodar en un día o menos.

## Estudios declaymation
- Laika (U.S.A)
- Aardman Animations
- Algarabía Animación, España https://www.algarabiaanimacion.com/]

## Largometrajes, Cortometrajes y Series
| Año       | Título                                            | País           | Duración |
| --------- | ------------------------------------------------- | -------------- | -------- |
| 1949      | The Story of Little Red Riding Hood (C)           | EE. UU         | 9 mins   |
| 1951      | The Story of Hansel and Gretel (C)                | Estados Unidos | 10 mins  |
| 1953      | The Story of King Midas                           | Estados Unidos | 10 mins  |
| 1984      | The Trap Door                                     | UK             | 5 mins   |
| 1985      | The Adventures of Mark Twain AKA Cornet Quest     | Estados Unidos | 86 mins  |
| 1986      | Pingu                                             | Suiza          | 5 mins   |
| 1987      | The Amazing Mr. Bickford                          | EE. UU         | 60 mins  |
| 1987      | My Baby Just Cares for Me (S)                     | UK             | 4 mins   |
| 1988      | The Cat Who Walked by Herself                     | URSS           | 70 mins  |
| 1988      | Juegos Viriles (C)                                | Checoslovaquia | 14 mins  |
| 1989      | Creature Comforts                                 | UK             | 5 mins   |
| 1989      | Oscuridad, luz, oscuridad (C)                     | Checoslovaquia | 6 mins   |
| 1990      | The School of Fine Arts                           | URSS           | 70 mins  |
| 1990      | The School of Fine Arts: The Return               | URSS           | 67 mins  |
| 1990      | Servy Volk end Krasnaya Shapochka                 | URSS           | 27 mins  |
| 1993      | The Secret Adventures of Tomb Thumb               | UK             | 61 mins  |
| 1993      | The Nightmare Before Christmas                    | EE. UU         | 76 mins  |
| 1994      | Bump in the Night                                 | EE. UU         | 25 mins  |
| 1996      | Uncle (S)                                         | Australia      | 6 mins   |
| 1996      | Wat's Pig (S)                                     | UK             | 11 mins  |
| 1998      | More (C)                                          | EE. UU         | 6 mins   |
| 1999      | Cousin (S)                                        | Australia      | 4 mins   |
| 2000      | Chicken Run                                       | UK/EE. UU.     | 84 mins  |
| 2000      | Optimus Mundus                                    | Rusia          | 56 mins  |
| 2000      | Brother (C)                                       | Australia      | 8 mins   |
| 2001      | Hasta los huesos                                  | México         | 10 mins  |
| 2002      | The Story of the Tortoise and the Hare (C)        | EE. UU         | 12 mins  |
| 2003      | Harvie Krumpet                                    | Australia      | 22 mins  |
| 2003      | Creature Comforts                                 | UK             | 20 mins  |
| 2004      | Davey and Goliath's Snowboard Christmas           | EE. UU         | 45 mins  |
| 2005      | Moral Orel                                        | EE. UU         | 11 mins  |
| 2005      | Klay World: Off the Table                         | EE. UU         | 90 mins  |
| 1991-2010 | Wallace y Gromit                                  | UK/EE. UU.     | 85 mins  |
| 2006      | Holidaze: The Christmas That Almost Didn't Happen | EE. UU         | 60 mins  |
| 2007      | Tengers                                           | Sudáfrica      | 68 mins  |
| 2007      | Chainsaw Maid (S)                                 | Japón          | 7 mins   |
| 2009      | Mary and Max                                      | Australia      | 88 mins  |
| 2010      | Vicenta                                           | España         | 23 mins  |
| 2011      | T is for Toilet (C)                               | UK             | 4 mins   |
| 2012      | Thingu (Pingu's THE THING)                        | UK             | 2 mins   |
| 2012      | O Apóstolo                                        | España         | 72 mins  |
| 2012      | Head over Heels (serie de televisión)             | UK             | 10 mins  |
| 2012      | The Pirates! In an Adventure with Scientists!     | UK/EE. UU.     | 88 mins  |
| 2012      | An Alien Claymation                               | UK             | 3 mins   |
| 2013      | Boles                                             | Eslovenia      | 12 mins  |
| 2013      | Ghost Burger                                      | EE. UU         | 22 mins  |
| 2015      | La oveja Shaun                                    | UK             | 85 mins  |
| 2015      | Ernie Biscuit                                     | Australia      | 20 mins  |
| 2015      | GUNSHIP: Tech Noir (C)                            | UK             | 5 mins   |
| 2016      | La vida de Calabacín                              | Francia/Suiza  | 66 mins  |
| 2018      | Early Man                                         | UK             | 87 mins  |